# Sainte-Marie-du-Mont (Manche)
Sainte-Marie-du-Mont is een gemeente in het Franse departement Manche (regio Normandië) en telt 804 inwoners (1999). De plaats maakt deel uit van het arrondissement Cherbourg-Octeville.

## Geografie
De oppervlakte van Sainte-Marie-du-Mont bedraagt 26,9 km², de bevolkingsdichtheid is 29,9 inwoners per km².
Het was de eerste gemeente die op D-day werd bevrijd door de Amerikaanse troepen van Utah Beach.
De onderstaande kaart toont de ligging van Sainte-Marie-du-Mont (Manche) met de belangrijkste infrastructuur en aangrenzende gemeenten.

## Demografie
Onderstaande figuur toont het verloop van het inwonertal (bron: INSEE-tellingen).

## Sport
Sainte-Marie-du-Mont was onder de naam Utah Beach één keer etappeplaats in wielerkoers Ronde van Frankrijk. In 2016 won er de Brit Mark Cavendish.

## Partnerstad
- Stein (Nederland) (onofficieel)

1. ↑  Populations de référence 2022.